# Jozef Homolka
Jozef Homolka (* 1940) je bývalý slovenský hokejový obránce.

## Hokejová kariéra
V československé lize hrál za Slovan Bratislava a TJ Gottwaldov. Za Gottwaldov nastoupil v 1 ligovém utkání. V roce 1962 reprezentoval Československo na zimní univerziádě ve Villars-sur-Ollon.

## Klubové statistiky
| Sezona    | Klub              | Soutěž  | Základní část | Základní část | Základní část | Základní část | Základní část |
| Sezona    | Klub              | Soutěž  | Z             | G             | A             | B             | TM            |
| --------- | ----------------- | ------- | ------------- | ------------- | ------------- | ------------- | ------------- |
| 1961/1962 | Slovan Bratislava | 1. liga | -             | -             | -             | -             | -             |
| 1965/1966 | TJ Gottwaldov     | 1. liga | 1             | 0             | 0             | 0             | 0             |